# Lijst van voetbalinterlands Japan - Singapore
Deze lijst van voetbalinterlands is een overzicht van alle officiële voetbalwedstrijden tussen de nationale teams van Japan en Singapore. De landen hebben tot op heden 24 keer tegen elkaar gespeeld. De eerste ontmoeting was een vriendschappelijke wedstrijd in Singapore op 10 januari 1959. Het laatste duel, een kwalificatiewedstrijd voor het Wereldkampioenschap voetbal 2018, werd gespeeld in op 12 november 2015 in Singapore.

## Wedstrijden
| №  | Plaats       | Datum             | Competitie                 | Wedstrijd         | Uitslag |
| -- | ------------ | ----------------- | -------------------------- | ----------------- | ------- |
| 1  | Singapore    | 10 januari 1959   | Vriendschappelijk          | Singapore − Japan | 3 − 4   |
| 2  | Singapore    | 11 januari 1959   | Vriendschappelijk          | Singapore − Japan | 3 − 2   |
| 3  | Kuala Lumpur | 3 september 1959  | Vriendschappelijk          | Singapore − Japan | 1 − 4   |
| 4  | Singapore    | 21 september 1962 | Vriendschappelijk          | Singapore − Japan | 2 − 1   |
| 5  | Singapore    | 3 maart 1964      | Vriendschappelijk          | Singapore − Japan | 1 − 2   |
| 6  | Singapore    | 25 maart 1965     | Vriendschappelijk          | Singapore − Japan | 1 − 4   |
| 7  | Bangkok      | 16 december 1966  | Aziatische Spelen 1966     | Singapore − Japan | 1 − 5   |
| 8  | Bangkok      | 19 december 1966  | Aziatische Spelen 1966     | Japan − Singapore | 2 − 0   |
| 9  | Kuala Lumpur | 10 augustus 1970  | Vriendschappelijk          | Singapore − Japan | 0 − 4   |
| 10 | Singapore    | 12 februari 1974  | Vriendschappelijk          | Singapore − Japan | 0 − 1   |
| 11 | Hongkong     | 21 juni 1975      | Azië Cup 1976 kwalificatie | Japan − Singapore | 2 − 1   |
| 12 | Kuala Lumpur | 23 juli 1978      | Vriendschappelijk          | Singapore − Japan | 2 − 1   |
| 13 | Kuala Lumpur | 11 juli 1979      | Vriendschappelijk          | Singapore − Japan | 1 − 3   |
| 14 | Hongkong     | 22 december 1980  | WK 1982 kwalificatie       | Singapore − Japan | 0 − 1   |
| 15 | Singapore    | 17 februari 1981  | Vriendschappelijk          | Singapore − Japan | 0 − 1   |
| 16 | Singapore    | 19 februari 1981  | Vriendschappelijk          | Singapore − Japan | 0 − 0   |
| 17 | Hiroshima    | 2 juni 1982       | Vriendschappelijk          | Japan − Singapore | 2 − 0   |
| 18 | Singapore    | 23 februari 1985  | WK 1986 kwalificatie       | Singapore − Japan | 1 − 3   |
| 19 | Tokio        | 18 mei 1985       | WK 1986 kwalificatie       | Japan − Singapore | 5 − 0   |
| 20 | Macau        | 23 februari 2000  | Azië Cup 2000 kwalificatie | Singapore − Japan | 0 − 3   |
| 21 | Singapore    | 31 maart 2004     | WK 2006 kwalificatie       | Singapore − Japan | 1 − 2   |
| 22 | Saitama      | 17 november 2004  | WK 2006 kwalificatie       | Japan − Singapore | 1 − 0   |
| 23 | Saitama      | 16 juni 2015      | WK 2018 kwalificatie       | Japan − Singapore | 0 − 0   |
| 24 | Singapore    | 12 november 2015  | WK 2018 kwalificatie       | Singapore − Japan | 0 − 3   |

## Samenvatting
| Competitie            | Totaal gespeeld | Winst Japan | Gelijk | Winst Singapore | Doelsaldo Japan – Singapore |
| --------------------- | --------------- | ----------- | ------ | --------------- | --------------------------- |
| WK-kwalificatie       | 7               | 6           | 1      | 0               | 15 − 2                      |
| Azië Cup-kwalificatie | 2               | 2           | 0      | 0               | 5 − 1                       |
| Aziatische Spelen     | 2               | 2           | 0      | 0               | 7 − 1                       |
| Vriendschappelijk     | 13              | 9           | 1      | 3               | 29 − 14                     |
| Totaal                | 24              | 19          | 2      | 3               | 56 − 18                     |

JFA · A-Internationals · Selecties · Bondscoaches · Statistieken · Olympisch elftal · Japans vrouwenelftal · Japan U21 · Japan U20 · Japan U19 · Japan U18 · Japan U17
1910 – 1949 · 
1950 – 1959 · 
1960 – 1969 · 
1970 – 1979 · 
1980 – 1989 · 
1990 – 1999 · 
2000 – 2009 · 
2010 – 2019 · 
2020 – 2029
CC 1995 · 
CC 2001 · 
CC 2003 · 
CC 2005
WK 1998 · 
WK 2002 · 
WK 2006 · 
WK 2010 · 
WK 2014 · 
WK 2018
OS 1936 · 
OS 1956 ·
OS 1964 · 
OS 1968 · 
OS 1996 ·
OS 2000 ·
OS 2004 ·
OS 2008 ·
OS 2012 ·
OS 2016 ·
OS 2020
1917 · 
1918 · 1919 · 
1921 · 
1922 · 
1923 · 
1924 · 
1925 · 
1926 · 
1927 · 
1928 · 1929 · 
1930 · 
1931 · 1932 · 1933 · 
1934 · 
1935 · 
1936 · 
1937 · 1938 · 
1939 · 
1940 · 
1941 · 
1942 · 
1943 – 1950 · 
1951 · 
1952 · 1953 · 
1954 · 
1955 · 
1956 · 
1957 · 
1958 · 
1959 · 
1960 · 
1961 · 
1962 · 
1963 · 
1964 · 
1965 · 
1966 · 
1967 · 
1968 · 
1969 · 
1970 · 
1971 · 
1972 · 
1973 · 
1974 · 
1975 · 
1976 · 
1977 · 
1978 · 
1979 · 
1980 · 
1981 · 
1982 · 
1983 · 
1984 · 
1985 · 
1986 · 
1987 · 
1988 · 
1989 · 
1990 · 
1991 · 
1992 · 
1993 · 
1994 · 
1995 · 
1996 · 
1997 · 
1998 · 
1999 · 
2000 · 
2001 · 
2002 · 
2003 · 
2004 · 
2005 · 
2006 · 
2007 · 
2008 · 
2009 · 
2010 · 
2011 · 
2012 · 
2013 · 
2014 · 
2015 ·
2016 ·
2017 ·
2018 ·
2019 ·
2020 ·
2021 ·
2022
Afghanistan ·
Angola ·
Argentinië ·
Australië ·
Azerbeidzjan · 
Bahrein ·
Bangladesh ·
België ·
Bolivia ·
Bosnië en Herzegovina ·
Brazilië ·
Brunei ·
Bulgarije ·
Cambodja ·
Canada ·
Chili ·
China ·
Colombia ·
Costa Rica ·
Cyprus ·
Denemarken ·
Duitsland ·
Ecuador ·
Egypte ·
El Salvador ·
Engeland ·
Filipijnen ·
Finland ·
Frankrijk ·
Ghana ·
Griekenland ·
Guatemala ·
Haïti ·
Honduras ·
Hongarije ·
Hongkong ·
IJsland ·
India ·
Indonesië ·
Irak ·
Iran ·
Israël ·
Italië ·
Ivoorkust ·
Jamaica ·
Jemen ·
Joegoslavië ·
Jordanië ·
Kameroen ·
Kazachstan ·
Kirgizië ·
Koeweit ·
Kroatië ·
Letland ·
Luxemburg ·
Macau ·
Maleisië ·
Mali ·
Malta ·
Mexico ·
Mongolië ·
Montenegro ·
Myanmar ·
Nederland ·
Nepal ·
Nieuw-Zeeland ·
Nigeria ·
Noord-Korea ·
Noorwegen ·
Oekraïne ·
Oezbekistan ·
Oman ·
Oostenrijk ·
Pakistan ·
Palestina ·
Panama ·
Paraguay ·
Peru ·
Polen ·
Qatar ·
Roemenië ·
Rusland ·
Saoedi-Arabië ·
Schotland ·
Senegal ·
Servië ·
Servië en Montenegro ·
Singapore ·
Slowakije ·
Sovjet-Unie ·
Spanje ·
Sri Lanka ·
Syrië ·
Tadzjikistan ·
Taiwan ·
Thailand ·
Togo ·
Trinidad en Tobago ·
Tsjechië ·
Tunesië ·
Turkije ·
Turkmenistan ·
Uruguay ·
Venezuela ·
Verenigde Arabische Emiraten ·
Verenigde Staten ·
Vietnam ·
Wales ·
Wit-Rusland ·
Zambia ·
Zuid-Afrika ·
Zuid-Jemen ·
Zuid-Korea ·
Zuid-Vietnam ·
Zweden ·
Zwitserland
Australië (2006) · 
Brazilië (2006) · 
België (2018) · 
Colombia (2014) · 
Colombia (2018) ·
Denemarken (2010) ·
Duitsland (2022) · 
Frankrijk (2001) · 
Griekenland (2014) · 
Ivoorkust (2014) · 
Kameroen (2010) · 
Kroatië (2006) · 
Nederland (2010) ·
Polen (2018) ·
Senegal (2018) ·
Spanje (2022)
FAS · 
Lijst van A-internationals · 
Singaporees vrouwenelftal
1960 – 1969 ·
1970 – 1979 ·
1980 – 1989 ·
1990 – 1999 ·
2000 – 2009 ·
2010 – 2019
Afghanistan ·
Argentinië ·
Australië · 
Azerbeidzjan · 
Bahrein · 
Bangladesh · 
Brunei · 
Cambodja · 
Canada · 
China · 
Denemarken · 
Fiji ·
Filipijnen · 
Finland · 
Ghana · 
Guam ·
Hongkong · 
India · 
Indonesië · 
Irak · 
Iran · 
Israël · 
Japan · 
Jemen ·
Jordanië · 
Kazachstan · 
Kirgizië · 
Koeweit · 
Laos · 
Libanon · 
Macau · 
Malediven · 
Maleisië · 
Mauritius ·
Mongolië · 
Myanmar · 
Nepal · 
Nieuw-Zeeland · 
Noord-Korea · 
Noorwegen · 
Oezbekistan · 
Oman · 
Oost-Timor · 
Pakistan · 
Palestina · 
Papoea-Nieuw-Guinea ·
Polen · 
Qatar ·
Salomonseilanden · 
Saoedi-Arabië · 
Sri Lanka · 
Syrië · 
Tadzjikistan · 
Taiwan · 
Thailand · 
Turkmenistan · 
Uruguay · 
Verenigde Arabische Emiraten · 
Vietnam · 
Zuid-Korea · 
Zuid-Vietnam · 
Zweden